# Sadournin
 Sadournin  (en occitano Sadornin) es una población y comuna francesa, situada en la región de Mediodía-Pirineos, departamento de Altos Pirineos, en el distrito de Tarbes y cantón de Trie-sur-Baïse.
Está integrada en la Communauté de communes du Pays de Trie.

## Demografía
| 212 | 197 | 184 | 173 | 169 | 176 | 178 |
| Para los censos de 1962 a 1999 la población legal corresponde a la población sin duplicidades (Fuente: INSEE [Consultar]) |     |     |     |     |     |     |